# Spyros Kyprianou
Spyros Kyprianou (in greco Σπύρος Κυπριανού?; Limisso, 28 ottobre 1932 – Strovolos, 12 marzo 2002) è stato un politico cipriota.
È stato il secondo Presidente di Cipro, in carica dal settembre 1977 al febbraio 1988. Ha inoltre ricoperto l'incarico di Presidente della Camera dei rappresentanti, il Parlamento cipriota, in due periodi: dal 1976 al 1977 e dal 1996 al 2000.
È stato inoltre il primo Presidente del partito DIKO, che ha guidato dal 1976 al 2000. In questo ruolo è stato succeduto da Tassos Papadopoulos. A lui è dedicato un impianto sportivo sito a Katō Polemidia. È il padre di Markos Kyprianou, politico e diplomatico.